# دی‌سولفور مونوکسید
دی‌سولفور مونوکسید (به انگلیسی: Disulfur monoxide) با فرمول شیمیایی S۲O یک ترکیب شیمیایی است. که جرم مولی آن 80.1294 g/mol می‌باشد. شکل ظاهری این ترکیب، گاز بی‌رنگ یا قرمز تیره جامد است.